# The Very Best of Gloria Estefan
The Very Best of Gloria Estefan – dwudziesty siódmy album latynoamerykańskiej piosenkarki Glorii Estefan. Jest to jednocześnie jej szósty album składankowy. Krążek został wydany w kilku wybranych krajach. "The Very Best of..." dotarło na listy przebojów w Wielkiej Brytanii i Szwajcarii sprzedając się na całym świecie w blisko półmilionowym nakładzie.

## Lista utworów
1. "Dr. Beat"
2. "Rhythm Is Gonna Get You"
3. "Can't Stay Away From You"
4. "Hold Me, Thrill Me, Kiss Me"
5. "Heaven's What I Feel"
6. "Everlasting Love"
7. "Don't Wanna Lose You"
8. "You'll Be Mine (Party Time)"
9. "Get on Your Feet"
10. "Reach"
11. "Don't Let This Moment End"
12. "Anything for You"
13. "Bad Boy"
14. "1-2-3" (Remix)
15. "Oye mi Canto (Hear my Voice)"
16. "Coming Out of the Dark"
17. "Wrapped"
18. "Turn the Beat Around"
19. "Conga"